# Hermoso Campo
Hermoso Campo es una localidad del sudoeste de la provincia del Chaco, Argentina. Es la cabecera del departamento Dos de Abril y se encuentra dentro de la llamada Ventana del Cielo. Se pueden encontrar cráteres y restos de meteoros (astroblemas). Su economía se basa en la agricultura del sorgo, el algodón y el trigo. En 2010 se censaron 7 432 habitantes, de los cuales 4402 viven en el ejido del pueblo, y 441 en Itín, localidad rural que depende administrativamente de Hermoso Campo.

## Vías de comunicación
La principal vía de comunicación es la Ruta Provincial 5, que la comunica por asfalto al norte con Itín y Charata, y al sudeste con Santa Sylvina. Otra ruta importante es la provincial 15 (de tierra), que al norte la une a Itín, y al sur con Venados Grandes y la provincia de Santa Fe. La Ruta Provincial 16 por su parte la comunica al este con Villa Ángela.
Cuenta con la estación Hermoso Campo del Ferrocarril Belgrano que presta servicios de pasajeros hacia Presidencia Roque Sáenz Peña a cargo de la empresa estatal Trenes Argentinos Operaciones.

## Clima
Clima semitropical continental. Las precipitaciones se concentran mucho en verano y disminuyen en invierno, dando lugar así a una estación seca.

## Población
Su población era de 4 402 habitantes (Indec, 2001), lo que representa un crecimiento del 40,6% frente a los 3 016 habitantes (Indec, 1991) del censo anterior. En el municipio el total ascendía a los 7 435 habitantes (Indec, 2001).

## Historia

### Primeros pobladores
Los primeros pobladores de la zona fueron los guaycurues. Luego, a finales del siglo XIX comenzaron a llegar pobladores de otros lugares a vivir en esta zona. Ya divididos y loteados los campos de la compañía Quebrachales Fusionados, se empezaron a vender solares en el ejido urbano. También se vendieron chacras y comenzó la llegada de numerosos colonos, la mayoría eran de la colectividad alemana y procedían de los alrededores de Charata. 
La llegada de pobladores siguió en alza hasta el año 1950 haciendo crecer este pequeño poblado surgido en el kilómetro 523. Ya por entonces se lo llamaba Hermoso Campo. Se dice que el origen del nombre proviene de la inversión de los términos "Campo Hermoso", como se identificaba a una chacra de la zona.  El carácter oficial del nombre Hermoso Campo se constata a partir de 1942, año en que los boletos de ferrocarril ya venían impresos con el trayecto Hermoso Campo-Retiro. Por último, en el año 1945, se funda la escuela Nacional N.º 230, con un acta inaugural fechada en “Hermoso Campo”.
Aproximadamente en 1947 se instaló en el oeste de Hermoso Campo la estancia San Jorge. Su encargado Don Horacio Tobio, era oriundo de la provincia de Buenos Aires. Para los trabajos de construcción, Don Tobio contrató un albañil oriundo de Gral. Pinedo: Don Raúl Céspedes. Que con el transcurrir del tiempo, no solamente se quedó hasta su muerte en este pueblo, sino que también construyó la mayoría de los edificios del centro de Hermoso Campo. Aún están en buen estado sus primeras construcciones, como la “Tienda Real” de Antonio Requena, la panadería de Cholo Gestoso, algunas de las casas actuales de la calle Santa Fe, la fachada principal de la Municipalidad y la “capillita”. Caracterizaron su obra la fortaleza de las construcciones y sus detalles de terminación. Su último trabajo en Gral. Pinedo habría sido llevar la cúpula hasta su bóveda en la iglesia de esa ciudad.
En 1950 se empezó a construir el edificio de la escuela N.º 230. Que funcionaba hasta entonces en un modelo tinglado de chapas cinc y paredes de madera. Su primer director fue el señor Felipe Jerónimo Merello quien se quedó con ese puesto desde su llegada en 1945 hasta su jubilación, retornando luego a su pueblo natal: Empedrado, Corrientes. 
El primer maestro de grado que tuvo nuestra escuela se apellida Isaurralde. Se quedó un solo año, llegando a su reemplazo Jarque.
En el año 1950 se instaló la sala de primeros auxilios. El enfermero a su cargo era de apellido Delgado. Luego llegó el primer médico que fue el Dr. Bernardez oriundo de los Naranjos, Santiago del Estero quien recién recibido, estrenó su título en Hermoso Campo. La primera enfermera con diploma universitario, fue Nelly Catalina de Alarcón, que desde Corrientes llegó en 1954.

## Aspectos culturales

### Fiesta provincial del sorgo y la cosecha gruesa
Hermoso Campo es conocida como la "Capital Provincial del Sorgo y la Cosecha Gruesa". El sorgo es un cereal de la familia de las gramíneas, se siembra entre los meses de septiembre y diciembre, sus rindes en esta región oscilan entre los 4 y 5 mil kilos. Las primeras plantaciones de sorgo en la zona fueron de una variedad con características totalmente distintas a las que se pueden ver en la actualidad.
En la década del 70 y mediados de los 80, el sorgo fue protagonista de las economías regionales y del país, siendo uno de los productos agropecuarios de mayor demanda en el mundo. En esa época, los productores estaban agrupados en una la Cooperativa Agropecuaria Hermoso Campo Limitada. En 1972, se lleva adelante la primera edición de esta fiesta, cuando la localidad aún pertenecía al Departamento 12 de Octubre.
En 1982, desde la Municipalidad se conforma la Comisión de Cultura Municipal, la cual tuvo entre sus prioridades brindarle al productor agropecuario el reconocimiento merecido. Esta comisión decide la realización de la segunda edición de la fiesta, en el mes de septiembre. 
A lo largo de las décadas, la fiesta ha ido creciendo en importancia, destacándose la afluencia de artistas de folclore reconocidos como Jorge Rojas, el Chaqueño Palavecino, Canto Cuatro, Los Guaraníes, Sergio Galleguillo, entre otros. 

### Instituciones locales
Biblioteca Pública Popular "Augusto Raúl Cortázar". Ubicada en el casco histórico de la localidad de Hermoso Campo. Fundada en el año 1981. Con dirección en Av. Pedro Graff N.º 112. 
Es una de las más de 2000 Bibliotecas Populares de todo el país.
Ha sido una de las instituciones premiadas por haber elaborado uno de los mejores proyectos del año 2011, en el marco del programa de Información Ciudadana. El proyecto consistió en realizar una campaña de concientización sobre alimentación sana en articulación con la Municipalidad, el Instituto de Formación Docente y el hospital local Artemio Zeno.
Otro de sus proyectos actuales es "Revista Viajera".

## Parroquias de la Iglesia católica en Hermoso Campo
| Diócesis  | San Roque de Presidencia Roque Sáenz Peña |
| --------- | ----------------------------------------- |
| Parroquia | Asunción de María                         |